# Můj systém
Můj systém (německy Mein System) je šachová kniha napsaná lotyšským šachovým velmistrem Aaronem Nimcovičem, poprvé vydaná v němčině roku 1925. Autor v ní komplexně shrnuje své názory na strategii šachu, což dokumentuje mnoha partiemi, především svými. Kniha se také stala velmi důležitá pro hnutí šachových hypermodernistů, mezi něž se řadil i Aaron Nimcovič.